# Дукакис, Олимпия
Олимпия Дукакис (англ. Olympia Dukakis, греч. Ολυμπία Δουκάκη; 20 июня 1931, Лоуэлл, Массачусетс — 1 мая 2021, Манхэттен, Нью-Йорк) — американская актриса, обладательница премий «Оскар» и «Золотой глобус» за роль в фильме «Власть луны». Лауреат Почётной медали острова Эллис.

## Биография
Олимпия Дукакис родилась 20 июня 1931 года в Лоуэлл, Массачусетс, в семье греческих иммигрантов Александры и Константина Дукакис. Помимо неё в семье ещё был сын, Аполлон. Её кузен, Майкл Дукакис, прежде был губернатором Массачусетса, а в 1988 году был кандидатом на пост президента США от Демократической партии. Образование Олимпия получила в Арлингтонской средней школе и Бостонском университете.
В кино Олимпия стала сниматься с середины 1960-х годов У неё были небольшие роли в таких фильмах, как «Лилит», «Джон и Мэри», «Сёстры» и некоторых других. Популярность к ней пришла в 1987 году после выхода фильма «Власть луны», где она сыграла Роуз Касторини. Эта роль принесла ей одновременно в номинации «Лучшая актриса второго плана» две премии: «Оскар», «Золотой глобус». Олимпия исполнила роль Рози в фильме «Уж кто бы говорил» (1989) и в двух его сиквелах. У неё также были роли в фильмах «Стальные магнолии» (1989), «Сильные духом» (1990), «Землеройка» (1993) и многих других.
В 1998 году Олимпия Дукакис снялась в роли Шарлотты Кишко в телефильме «Жизнь за жизнь», посвящённом реальной истории Стефана Кишко, отсидевшего более 16 лет по несправедливому обвинению в убийстве ребёнка (Лесли Молсид).
Олимпия также участвует и в театральных постановках. Она играла в бродвейских пьесах «Кто в ад?», «Социальное обеспечение» и «Роуз» и за свои театральные роли была удостоена премий «Obie» и «Драма Деск». Помимо этого Олимпия много снимается на телевидении. Наиболее известной стала её роль матери Бабетт в телевизионном фильме «Жанна д’Арк» (1999).
В 2003 году была опубликована её автобиография «Ask Me Again Tomorrow: A Life in Progress».
В 1962 году Олимпия вышла замуж за актёра Луиса Зорича, от которого родила троих детей и брак с которым длился до его смерти 30 января 2018 года.
Дукакис умерла в своём доме в Нью-Йорке 1 мая 2021 года в возрасте 89 лет.

## Избранная фильмография
| Год       |    | Русское название                                 | Оригинальное название                         | Роль                    |
| --------- | -- | ------------------------------------------------ | --------------------------------------------- | ----------------------- |
| 1964      | ф  | Лилит                                            | Lilith                                        | пациентка               |
| 1969      | ф  | Стилет                                           | Jacknife                                      | миссис Амато            |
| 1969      | ф  | Джон и Мэри                                      | John and Mary                                 | мать Джона              |
| 1972      | ф  | Сёстры                                           | Sisters                                       | Луиз Вилански           |
| 1974      | ф  | Жажда смерти                                     | Death Wish                                    | коп в участке           |
| 1979      | ф  | Странники                                        | The Wanderers                                 | мама Джоуи              |
| 1979      | ф  | Богатые дети                                     | Rich Kids                                     | юрист                   |
| 1983      | с  | В поисках завтрашнего дня                        | Search for Tomorrow                           | доктор Барабара Морено  |
| 1985      | ф  | Стеклянные стены                                 | Walls of Glass                                | Мэри Фланаган           |
| 1987      | ф  | Власть луны                                      | Moonstruck                                    | Роуз Касторини          |
| 1988      | ф  | Деловая девушка                                  | Working Girl                                  | менеджер по персоналу   |
| 1989      | ф  | Уж кто бы говорил                                | Look Who’s Talking                            | Рози                    |
| 1989      | ф  | Стальные магнолии                                | Steel Magnolias                               | Клэри Белчер            |
| 1989      | ф  | Отец                                             | Dad                                           | Бетт                    |
| 1990      | ф  | Сильные духом                                    | In The Spirit                                 | Сью                     |
| 1990      | ф  | Уж кто бы говорил 2                              | Look Who’s Talking Too                        | Рози                    |
| 1993      | ф  | Уж кто бы говорил 3                              | Look Who’s Talking Now                        | Рози                    |
| 1993      | ф  | Кладбищенский клуб                               | The Cemetery Club                             | Дорис Сильверман        |
| 1994      | ф  | Голый пистолет 33⅓: Последний выпад              | Naked Gun 33 ⅓: The Final Insult              | в роли самой себя       |
| 1994      | ф  | Я люблю неприятности                             | I Love Trouble                                | Джинни                  |
| 1995      | ф  | Джеффри                                          | Jeffrey                                       | миссис Марканжело       |
| 1995      | ф  | Великая Афродита                                 | Mighty Aphrodite                              | Иокаста                 |
| 1995      | ф  | Опус мистера Холланда                            | Mr. Holland’s Opus                            | директор Хелен Джейкобс |
| 1996      | с  | Прикосновение ангела                             | Touched by an Angel                           | Клара                   |
| 1997      | ф  | Портрет совершенства                             | Picture Perfect                               | Рита Мосли              |
| 1998      | ф  | Мафия!                                           | Mafia!                                        | София                   |
| 1999      | с  | Жанна д’Арк                                      | Joan of Arc                                   | мать Бабетт             |
| 2002      | мс | Симпсоны                                         | The Simpsons                                  | Зельда                  |
| 2002      | с  | Фрейзер                                          | Frasier                                       | третья звонящая         |
| 2004      | тф | Библиотекарь: В поисках копья судьбы             | The Librarian: Quest for the Spear            | Марджи Карсен           |
| 2006      | с  | 4исла                                            | Numb3rs                                       | Шарлотт Йейтс           |
| 2006      | ф  | Вдали от неё                                     | Away from Her                                 | Мэриан                  |
| 2006      | тф | Библиотекарь 2: Возвращение в Копи Царя Соломона | The Librarian: Return to King Solomon’s Mines | Марджи Карсен           |
| 2007      | ф  | В стране женщин                                  | In the Land of Women                          | Филлис                  |
| 2007      | с  | Худшая неделя моей жизни                         | Worst Week                                    | Джун                    |
| 2010—2011 | с  | Смертельно скучающий                             | Bored to Death                                | Белинда                 |
| 2011      | с  | Закон и порядок: Специальный корпус              | Law & Order: Special Victims Unit             | Дебби Марш              |
| 2015—2016 | мс | ТрипТанк                                         | TripTank                                      | Ма / звонящая           |
| 2016      | ф  | Афера под прикрытием                             | The Infiltrator                               | тётя Вики               |